# Emma Perry Carr
Emma Perry Carr (23 de julio de 1880–7 de enero de 1972) fue una espectroscopista y profesora de química estadounidense.

## Educación
Nació en Holmesville, Ohio, Estados Unidos, la tercera de los hijos de Edmund y Anna Carr. Tanto su padre como su abuelo eran doctores rurales y arduos defensores del valor de la educación. Carr asistió al instituto en Coshocton, Ohio y realizó estudios superiores en la Universidad Estatal de Ohio entre 1898 y 1899. Entre 1900 y 1902 estudió en el colegio Mount Holyoke. Trabajó en Mount Holyoke como ayudante en el departamento de química hasta su último año de estudios, cuando se trasladó a la Universidad de Chicago para cursar Fisicoquímica. Se graduó por la Universidad de Chicago en 1905. Volvió a Mount Holyoke para enseñar durante dos años antes de regresar a Chicago para realizar un doctorado, título que recibió en 1910.

## Carrera
Tras doctorarse, Carr siguió impartiendo clases de química en Mount Holyoke. En 1913, obtuvo el puesto de directora del departamento de química. Estableció un programa de investigación basado en el uso de espectroscopia ultravioleta para estudiar hidrocarburos; en el curso de su labor de investigación, determinó la existencia de una relación entre las frecuencias de absorción y el cambio de entalpía de combustión de los compuestos. Participó en la confección de International Critical Tables una obra de referencia del National Research Council de Estados Unidos, en colaboración con Victor Henri de la Universidad de Zúrich. Carr fue una pionera en el análisis del espectro ultravioleta de moléculas orgánicas para investigar su estructura electrónica. Dirigió uno de los primeros grupos en los que miembros de la facultad, doctorandos y estudiantes colaboraban en los proyectos de investigación.
Carr se jubiló en 1946. Cuando la salud empezó para fallarle, se trasladó a una residencia en Evanston, Illinois, cercana a su sobrino, James Carr, y el resto de su familia. Murió de un fallo cardíaco el 7 de enero de 1972.

## Premios y honores
Carr fue la primera galardonada en 1937 con la Medalla de Oro Francis P. Garvan de la Sociedad Química Americana (ACS), premio establecido para reconocer «servicio destacado a la química por parte de mujeres químicas». También recibió junto con su colega Mary Lura Sherrill el Premio James Flack Norris por logros excepcionales en la enseñanza de Química de la Sección Nororiental de la ACS en la primavera de 1957.
Mount Holyoke nombró un laboratorio en la universidad en su honor en 1955. El edificio fue renovado y reconstruido de acuerdo con los criterios del Liderazgo en Energía y Diseño Medioambiental para edificios verdes y su reapertura tuvo lugar en 2002.